# Révolte de Maria da Fonte

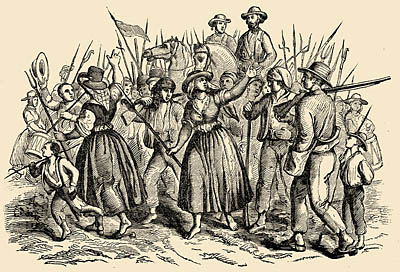
Révolte de Maria da Fonte.

La révolte de Maria da Fonte ou révolte du Minho, est le nom donné à une révolte populaire qui eut lieu au printemps 1846 au Portugal contre le gouvernement chartiste présidé par António Bernardo da Costa Cabral. 
Cette révolte est le fruit des tensions sociales qui minent le pays depuis le début des guerres libérales, tensions qui vont être exacerbées par les nouvelles réformes portant sur le recrutement militaire, la fiscalité et l'interdiction de procéder à des enterrements dans les églises, comme cela se faisait traditionnellement. 
Tout est parti de la municipalité de Póvoa de Lanhoso (région du Minho) avec un soulèvement populaire qui s'étendit petit à petit à tout le Nord du pays. L'instigatrice des premiers troubles serait une femme du peuple nommée Maria et originaire de la paroisse de Fontarcada, d'où le surnom sous lequel elle est restée connue. La phase initiale du mouvement insurrectionnel ayant eu une forte composante féminine, on associa son nom à la révolte.  
Le soulèvement aura de nombreuses répercussions par la suite : se propageant au reste du pays, il finira par provoquer le remplacement du gouvernement de Costa Cabral par celui de Pedro de Sousa Holstein, le 1er duc de Palmela. L'opposition restant vive, la reine Marie II provoque une révolte de palais (connue sous le nom de Emboscada) le 6 octobre de cette même année 1846[Laquelle ?] : elle renverra le gouvernement et nommera le maréchal João Oliveira e Daun, duc de Saldanha pour former un nouveau gouvernement. Le pays se trouvera alors plongé dans une nouvelle guerre civile, pendant huit mois cette fois, la Patuleia, qui se conclura, après intervention de forces militaires étrangères sous l'autorité de la Quadruple Alliance, avec la signature de la Convention de Gramido, le 30 juin 1847.

## Le contexte de la révolte
À partir de 1842, un nouveau gouvernement, considéré par beaucoup comme despotique, est nommé au Portugal. À sa tête António Bernardo da Costa Cabral, un des chefs du mouvement constitutionnaliste de 1842, soutenu entre autres par son frère José Bernardo da Silva Cabral, 1er comte de Cabral (on évoque d'ailleurs cette époque comme celle du Gouvernement des Cabral ou encore du cabralisme).
Dans sa volonté de créer les structures d'un état moderne, Costa Cabral annonce de grandes réformes et envisage de grands travaux. Il va commencer par remettre en question de vieux privilèges et certaines habitudes très ancrées dans les esprits. En outre, la réforme de la fiscalité et l'augmentation des impôts devenant nécessaire, Costa Cabral propose des mesures d'altération de la structure fiscale, en créant un impôt foncier. Les classes les plus pauvres de la population s'insurgent spontanément et violemment contre ces mesures. Il faut dire que les campagnes portugaises, qui n'avaient jamais vraiment adhéré aux idées libérales et à un régime jugé anticlérical, sont alors en proie à la misère. 
Le réformisme de ce gouvernement exacerbe aussi l'opposition des groupes réactionnaires qui avaient survécu à l'implantation du libéralisme; le mécontentement augmente rapidement, les anciennes rancœurs datant des guerres libérales se réveillent. Les miguelistes, bien qu'ayant été vaincus, ne se résignaient pas. Ils soutenaient le mécontentement populaire, ainsi que la mobilisation des sympathisants réactionnaires comptant bien en tirer profit afin de restaurer l'absolutisme. 
Dans les zones rurales les plus isolées, mais aussi les plus sujettes au fanatisme religieux, notamment les régions du Haut-Minho et de Trás-os-Montes, des agents antilibéraux convaincus opposés aux réformes diffusaient la bonne parole. En réalité, la guerre civile entre libéraux et miguelistes, officiellement terminée depuis le 26 mai 1834, après la signature des Accords de Evora-Monte, continuait à diviser les portugais. 
Dans ce contexte de perpétuelle contestation du gouvernement, l'annonce de nouvelles exigences fiscales, le recensement des propriétés et la mise en place de registres fonciers (Papelada da ladroeira ou paperasse des brigands comme le peuple la désignait) pour un meilleur contrôle de l'impôt et une plus grande rigueur dans le recrutement militaire échauffèrent les esprits dans les milieux ruraux.  
La goutte qui fit déborder le vase fut une affaire plus anodine en apparence : le 28 septembre 1844, un décret fit interdire les enterrements dans les églises et imposa la mise en terre de la dépouille mortelle, après signature des registres de décès et obtention d'une autorisation sanitaire, dans des cimetières construits en plein air. 
Avec cette nouvelle réglementation des services de santé, le peuple devait mettre fin à la tradition multiséculaire d'enterrer ses morts dans les églises, attendre que le délégué à la santé remplisse le certificat de décès sans oublier de payer les dépenses pour les funérailles.  
La mesure fut largement ignorée au début, étant donné le petit nombre de cimetières ; en effet, malgré la taxe instaurée le 21 septembre 1835 pour permettre la construction de cimetières, rien n'avait été mis en place étant donné la pauvreté qui régnait, aggravée par la crise économique résultat de la guerre civile, de la maladie de la pomme de terre et de la sécheresse qui avait dévastée le pays les années précédentes.   
Pourtant, lorsque les autorités décident d'imposer les nouvelles règles pour les enterrements, le peuple, échauffé par les rancœurs accumulées, s'insurge violemment contre ce qu'il considère alors comme un abus de pouvoir des libéraux. 
Même si la loi se justifiait pour des raisons de santé publiques, le peuple, majoritairement analphabète, subissait la propagande active d'un clergé ultra-conservateur et anti-libéral, lié aux mouvements absolutistes, parlant de lois anti-religieuses portant la marque du diable et de la franc-maçonnerie. 
Pour envenimer la situation, la reine Marie II de Portugal, qui venait d'attribuer le titre de comte de Tomar à Costa Cabral, était considérée comme trop proche des frères Cabral ; cette proximité ne permettait pas à la monarchie d'échapper au mécontentement populaire.

## Les premières mutineries
Malgré de multiples incidents et échaufourrées isolés, ayant éclaté un peu partout dans le pays, avec toutefois une plus grande fréquence dans le Nord, l'événement qui va mettre le feu aux poudres est en somme assez banal : la mort, le 21 mars 1846, de Custódia Teresa, une femme âgée habitant le petit bourg de Simães dans la paroisse de Fontarcada, aux environs de Póvoa de Lanhoso.
Au matin du 22 mars 1846, des voisins, des femmes en majorité, décident de procéder à l'enterrement de la défunte dans l'église du monastère de Fonte Arcada, sans l'accord des agents sanitaires, ce en quoi ils contreviennent à la loi. Les autorités décident donc d'intervenir. 
La dureté de cette intervention peut s'expliquer par le fait que l'incident soit le deuxième du genre cette année-là ; en effet, selon les registres, de graves troubles avaient déjà éclaté à Fonte Arcada le 20 janvier 1846, à l'occasion de l'enterrement de José Joaquim Ribeiro.
Dans l'affaire de l'enterrement de Custódia Teresa, la population empêcha l'agent sanitaire de venir examiner la dépouille, allant jusqu'à le frapper ; quant à la famille, elle refusa tout bonnement de payer les taxes d'enterrement. Celui-ci se fera alors sans cérémonie religieuse, le curé refusant de participer à ce qu'il considère comme une mascarade. Pour la population par contre il s'agit bien d'une question qui concerne la foi : un mort qui serait enterré hors de l'église, dans un sol autre que celui du temple, ne serait plus sous la protection divine.
Considérant certainement peu probable que les autorités agissent de manière violente avec des femmes, celles-ci semblent avoir joué un rôle prépondérant durant ces événements ; les principales accusations viseront des femmes de Simães. Mais cette image d'une émeute d'initiative féminine pourrait très bien venir de la manière dont les faits furent décrits par les autorités, qui auraient cherché à minimiser les incidents en les attribuant à des groupes de bigottes fanatisées par le discours apostolique. 
Devant la réalité des faits, les autorités décident d'arrêter les meneurs de la révolte et de procéder à l'exhumation du cadavre et à son inhumation dans le terrain prévu à cet effet. Ainsi, le 24 mars, elles arrivent dans le petit village et sont reçues à coups de pierres par la population armée de faux, de piques et de bâtons. L'exhumation se révélant impossible, elles procèdent à l'arrestation de quatre femmes considérées comme les meneuses des incidents des jours précédents : Joaquina Carneira, Maria Custódia Milagreta, Maria da Mota et Maria Vidas.
Le 27 mars, alors que les prévenues vont être entendues par le juge, les cloches sonnent le tocsin, ameutant la population qui marche alors sur le bourg afin d'enfoncer à la hache les portes de la prison. Persuadées qu'on n'osera pas tirer sur des femmes, plusieurs d'entre elles ouvrent la marche, dont une, volontairement vêtue de rouge, Maria Angelina, la sœur du cordonnier de Simães ; elle sera la première à porter les coups de hache contre la porte de la prison.
Quand les autorités ont cherché à identifier les insurgés, la jeune Maria Angelina, que seul le costume rouge différenciait des autres (selon son frère qui le confiera plus tard au père Casimiro José Vieira ; celui-ci inclura le témoignage dans ses Notes pour une Histoire de la Révolution du Minho de 1846 dit de la Maria da Fonte) est placée en tête de liste. L'assistance se refusant à identifier les révoltés, elle restera inscrite sous le nom de Maria de Fonte Arcada, que l'on a abrégé par la suite en Maria da Fonte.
Néanmoins, sur ce point, les opinions divergent, car par la suite de nombreuses Maria da Fonte surgirent dans le nord du pays, revendiquant chacune, avec plus ou moins de sincérité, la gloire de ce prénom. La piste Maria Angelina, de Simães, qui, de fait fut jugée et condamnée pour les émeutes de Póvoa de Lanhoso, semble la plus crédible, car le père Casimiro José Vieira, septembriste convaincu, eut un rôle important dans les événements de la révolte de la Maria da Fonte qu'il suivit de près.  
Une dernière explication, tout aussi plausible, étant donné le contexte social et politique des événements, voudrait que le surnom Maria da Fonte soit une formule de mépris lancée par les cabralistes pour désigner collectivement les femmes qui semblaient mener la contestation ; une manière comme une autre pour eux de minimiser l'affaire. Ainsi, au lieu d'une Maria da Fonte, nous serions face à une multitude de Maria da Fonte. L'histoire, romancée par les intellectuels de l'époque, aurait ainsi transformée une Maria da Fonte, défendant les vieilles coutumes, en symbole des vertus guerrières des femmes du Nord du Portugal, en l'expression la plus pure de l'aspiration du peuple à la liberté. 
Quoi qu'il en soit, grâce à Camilo Castelo Branco, le nom de la tavernière Maria Luísa Balaio bénéficiera d'une attention particulière et de nombreuses années plus tard, en 1883, le journal O Comércio de Portugal informait ses lecteurs que, dans la nuit du 7 au 8 décembre 1874, disparaissait dans le village de Verim, Ana Maria Esteves, originaire de Santiago de Oliveira, mariée à António Joaquim Lopes da Silva originaire du même village, qui n'était autre que la fameuse Maria da Fonte. Le mythe persistait.

## La généralisation de la révolte
Les jours suivants, des cas identiques surgissent, propageant la révolte à tout le Minho : dans la paroisse voisine de Galegos, des femmes se révoltent et décident d'inhumer selon la tradition le nommé Francisco Lage. De nouveau, les autorités lancent des mandats d'arrêt mais seul Josefa Caetana, est arrêtée et emprisonnée à Braga. Pendant la traversée de la Serra do Carvalho, les six policiers qui escortent la prisonnière sont attaqués par des centaines de femmes qui la libèrent.
Les émeutes se propagent à travers tout le Minho et Trás-os-Montes en quelques semaines, suivies plus tard par les Beiras et l'Estremadura, prenant progressivement un caractère politique du fait de la formation de juntes révolutionnaires qui s'emparent du pouvoir localement et refusent d'obéir au gouvernement. Il n'est plus question de Maria da Fonte, le pays est alors bel et bien face à un mouvement insurrectionnel sans précédent.
Lisbonne est déjà alertée de la situation quand les villes de Santarém et de Porto sont à leur tour touchées. L'agitation se répand rapidement prenant la forme d'une grave insurrection qui touche une grande partie du pays. 
Cette rébellion, commencée à Fontarcada, en mars 1846, étendue aux quatre coins du pays, reste connue dans l'histoire du Portugal comme la révolte de la Maria da Fonte ou révolte du Minho, bien qu'elle n'ait jamais été, au sens étymologique et politique, une véritable révolte. Ce fut plutôt un soulèvement populaire, le premier vrai mouvement de masses de l'époque moderne au Portugal.   
Le caractère populaire de ce mouvement est attesté par celui qui en est la cible principale : Costa Cabral. Le 20 avril 1846, au plus fort de la révolte, celui-ci prend la parole à la chambre des députés: tout en affirmant qu'il existe une conspiration permanente contre les institutions, contre l'ordre établi, menée par des groupes occultes, il reconnaît que le soulèvement en cours dans le Minho est d'une nature particulière, toutes les révoltes ayant eu jusque-là un caractère plus ou moins politique, alors que celle-ci est menée par des hommes "le sac à l'épaule et armés de faux saccageant les fermes, assassinant, incendiant les propriétés, pillant la population et réduisant en cendres les archives des notaires". Il admet aussi que ce soit une révolte sans meneur où un groupe de 2400 à 3000 personnes armé de tout ce qui lui tombe sous la main harangue les foules.    
Le peuple a bel et bien pris les armes. Néanmoins, très vite le mouvement populaire est récupéré par les partis politiques auxquels s'ajoutent tous les groupes anti-chartistes et, pour une fois, les groupes les plus radicaux, extrême-droite migueliste incluse, pour unir leur force contre le gouvernement des Cabral, contre la reine et, sans toujours l'avouer, contre le régime libéral.

## La suspension des garanties constitutionnelles et la chute du gouvernement
En réaction à l'insurrection croissante, par la loi du 20 avril 1846, le gouvernement suspend les garanties constitutionnelles pour 60 jours ; les crimes de sédition et de rébellion seront jugés par des tribunaux militaires. 
À cette occasion, José Bernardo da Silva Cabral, frère du tout-puissant chef du gouvernement, est envoyé à Porto avec pour mission d'y apaiser la révolte naissante. 
Les mesures prises ne calmant pas les ardeurs révolutionnaires, la reine et ses conseillers, réellement effrayés par la tournure des évènements et la rapidité avec laquelle ils se propagent à travers le pays, envisagent de démettre le gouvernement Cabral. Cette idée reçoit le soutien des grandes figures politiques de l'époque dont D. Francisco de Almeida Portugal (comte de Lavradio), Luís da Silva Mouzinho de Albuquerque et José Jorge Loureiro. Dans ce climat de tension intense, les choses risquant de devenir incontrôlables, le 17 mai 1846, la reine se résout à démettre Costa Cabral qu'elle avait toujours soutenu jusque-là. Elle nomme à sa place le 1er duc de Palmela, Pedro de Sousa Holstein, et le général Luís da Silva Mouzinho de Albuquerque.
Tout en mettant fin au gouvernement Cabral, la reine envoie le vieux général António José de Sousa Manuel de Meneses Severim de Noronha, 1er duc de Terceira, figure respectée, en mission dans les provinces du nord avec pour mission d'y réprimer le soulèvement et de rétablir la paix.  
Face au mécontentement, les frères Cabral sont contraints d'abandonner Lisbonne. Ils embarquent à bord du vapeur Pachá. Comme souvent dans l'histoire politique du pays, le premier lieu choisi pour l'exil sera la France, avant qu'ils ne se tournent vers l'Espagne.
La révolte de Maria da Fonte n'étant que l'un des symptômes de la crise politique que connaît le pays depuis les invasions napoléoniennes et la propagation des idées libérales, elle n'en marque pas la fin. La crise va se poursuivre avec le nouveau gouvernement à travers les épisodes de l'Emboscada et de la Patuleia.

## Sources
- (pt) Cet article est partiellement ou en totalité issu de l’article de Wikipédia en portugais intitulé « Revolução da Maria da Fonte » (voir la liste des auteurs).